# Kimberley (Schiff)
HMS Kimberley (F50) war ein Zerstörer der K-Klasse der Royal Navy. Das bei John I. Thornycroft & Co. in Woolston bei Southampton gebaute Schiff wurde 1938 begonnen und kam im Dezember 1939 nach dem Kriegsbeginn in den Dienst der Royal Navy. Es war das erste Schiff der Navy, das nach der Stadt Kimberley in Südafrika benannt wurde, deren Verteidigung und Entsatz nach viermonatiger Belagerung im Zweiten Burenkrieg für die britische Öffentlichkeit von großer Bedeutung war.

Im Zweiten Weltkrieg wurde der Zerstörer mit den Battle Honours Narvik 1940, Norway 1940, East Indies 1940, Greece 1941, Crete 1941, Libya 1941–42, Malta Convoys 1941, Aegean 1944 und Adriatic 1944 ausgezeichnet.
Nur die Kimberley und die Kelvin der K-Serie überstanden den Weltkrieg. Ab Juni 1949 wurde die Kimberley in Troon als letzter Zerstörer der J- und K-Klasse abgebrochen.

## Geschichte
HMS Kimberley wurde wie alle Schiffe der J- und K-Klasse im März 1937 bestellt. Die acht beauftragten Werften sollten je ein Schiff jeder Klasse fertigen, die weitgehend baugleich waren. Am 17. Januar 1938 wurde sie bei John I. Thornycroft & Co. als siebtes Schiff der K-Klasse auf Kiel gelegt und am 1. Juni 1939 als achtes Schiff der K-Klasse vom Stapel gelassen. Sie war dann das zweite Schiff der Klasse, das von Thornycroft gefertigt wurde, da im April schon die Kashmir bei der Werft vom Stapel gelaufen war, die ursprünglich den Namen Javelin erhalten sollte. Am 21. Dezember 1939 wurde die Kimberley als letztes Schiff der Klasse abgeliefert. Nach ihrer Indienststellung wurde sie der 5. Zerstörerflottille bei der Home Fleet in Scapa Flow zugeteilt.

### Einsätze
Eingesetzt wurden die Zerstörer der „5th Destroyer Flotilla“ zur Sicherung von Geleitzügen in der Nordsee und im Bereich der North Western Approaches oder zur Suche nach deutschen U-Booten sowie deutschen Handelsschiffen, die versuchten, ihre Heimat zu erreichen.
Am 21. Februar 1940 stoppten der Kreuzer Manchester und die Kimberley südlich Island den deutschen Frachter Wahehe (4709 BRT), der aus Vigo ausgebrochen war, um Deutschland zu erreichen. Wegen der schlechten Wetterlage kann die Kimberley erst am folgenden Tag eine Prisenbesatzung zur Wahehe schicken, die das deutsche Schiff am 23. Februar nach Kirkwall brachte.
Am Abend des 7. April 1940 lief die britische Home Fleet mit zwei Schlachtschiffen, einem Schlachtkreuzer, zwei Leichten Kreuzern und zehn Zerstörern aus Scapa in die Shetland-Norwegen-Enge, gefolgt von einem französischen Kreuzer mit zwei Großzerstörern, um eine deutsche Besetzung Norwegens zu unterbinden. Den britischen Zerstörerverband bildeten fünf Einheiten der Tribal-Klasse sowie die Kimberley mit ihren Schwesterschiffen Kelvin, Kashmir, Jaguar und Jupiter. Der Verband stach zu spät in See, um die primären Ziele des deutschen Unternehmens Weserübung verhindern zu können. Die britischen Suchverbände wurden noch erheblich verstärkt und mehrfach neu zusammengestellt. Am 13. April nahm die Kimberley als einziges Schiff ihrer Klasse am zweiten britischen Angriff auf die deutschen Zerstörer in Narvik teil und versuchte vergeblich, die beschädigte Cossack abzuschleppen.

#### Verlegung ins Rote Meer
Im Mai 1940 wurde sie ins Mittelmeer abkommandiert und traf am 23. Mai in Alexandria ein. Sie wurde zusammen mit den Schwesterschiffen Kandahar, Kingston und Khartoum zum Einsatz im Roten Meer bestimmt und dort der East Indies Station unterstellt. Hauptaufgabe der Zerstörer und der anderen im Roten Meer eingesetzten Einheiten der Royal Navy und der Commonwealth-Marinen war die Sicherung von Nachschubkonvois für die britische Basis in Ägypten vor Angriffen der italienischen Marine oder Luftwaffe von Basen in Italienisch-Ostafrika. Im August 1940 unterstützte die Kimberley auch die Evakuierung von Britisch-Somaliland.
Nach italienischen Luftangriffen auf den Konvoi BN.7 (32 Handelsschiffe, gesichert durch den Leichten Kreuzer Leander, die Kimberley, die Sloops Auckland (RN), Yarra (RAN) und Indus (RIN) sowie zwei Minensucher) schon kurz nach dem Abmarsch in Aden, versuchten in der Nacht auf den 21. Oktober 1940 im Roten Meer die italienische Zerstörer Pantera und Leone der Leone-Klasse sowie Nazario Sauro und Francesco Nullo der Sauro-Klasse den Konvoi 150 Meilen östlich von Massaua anzugreifen. Die Angreifer wurden von der Sicherung abgedrängt. Die Kimberley verfolgte und beschoss die Francesco Nullo, die sich schließlich bei der Insel Harmil auf Strand setzte, um nicht zu sinken oder durch Torpedos der Kimberley versenkt zu werden. Der britische Zerstörer geriet bei der Verfolgung in den Bereich einer italienischen Küstenbatterie und erhielt einen Treffer im Maschinenraum, der ihn außer Gefecht setzte. Er wurde schließlich vom Kreuzer Leander nach Port Sudan geschleppt, wo nur eine Notreparatur erfolgen konnte. Ende Oktober 1940 war die Kimberley mit reduzierter Geschwindigkeit wieder bedingt einsatzbereit. Der aufgelaufene italienische Zerstörer war schon am Tag nach dem nächtlichen Gefecht von drei Blenheim-Bombern der RAF versenkt worden.
Die endgültige Reparatur des Zerstörers erfolgte von Januar bis März 1941 in Bombay.

#### Einsätze im Mittelmeer
Anschließend wurde der Zerstörer bei der britischen Mittelmeerflotte zur Sicherung von Konvois nach Malta und Griechenland sowie bei der Evakuierung von alliierten Truppen aus Griechenland und Kreta eingesetzt. Am 21. Mai war die Kimberley mit den Kreuzern Dido, Orion und Ajax sowie den Zerstörern Janus, Hasty und Hereward an der weitgehenden Versenkung der ersten deutschen Motorseglerstaffel nördlich von Chania beteiligt, die vom italienischen Torpedoboot Lupo der Spica-Klasse geschickt verteidigt wurde. In der Nacht zum 1. Juni war der Zerstörer mit Phoebe, Abdiel, Jackal und Hotspur an der letzten Evakuierung aus Sphakia beteiligt, mit der noch 4000 von 6000 Mann abtransportiert wurden.

Anschließend wurde die Kimberley zur Unterstützung der Eroberung Syriens eingesetzt, das von Vichy-treuen französischen Truppen verteidigt wurde, wo sie mit ihrer Artillerie in die Landkämpfe eingriff.
Ab Ende Juli 1941 war der Zerstörer meist zur Sicherung der Flotte im Einsatz, griff aber am 19. November mit der Jackal auch in die Landkämpfe in Nordafrika in der Nähe des Halfaya-Passes ein. Ende November wurde die Kimberley zur Force K nach Malta verlegt, wo sie mit den Kreuzern Aurora, Penelope, Ajax, Neptune sowie dem Schwesterschiff Kingston gegen den Nachschubverkehr der Achsenmächte nach Nordafrika eingesetzt wurde. Ab Mitte Dezember erfolgten wieder Einsätze zur Sicherung eigener Nachschubkonvois nach Malta oder Tobruk.
Im Januar 1942 unterstützte die Kimberley die Garnison von Tobruk und begleitete Nachschubkonvois. Dabei wurde sie am 12. Januar von einem Torpedo des deutschen U-Boots U 77 getroffen und erlitt schwere Schäden am Heck, das zum Teil abgerissen wurde. Der Geleitzerstörer Heythrop der Hunt-Klasse konnte die manövrierunfähige Kimberley nach Alexandria einschleppen. Erste Reparaturarbeiten dort und nach der Überführung im Schlepp in Bombay nahmen den Rest des Jahres und das Folgejahr in Anspruch. Erst im April 1944 war der Zerstörer wieder einsatzbereit und konnte wieder ins Mittelmeer verlegen.
Am 15. August 1944 besuchte der britische Premierminister Churchill an Bord der Kimberley während der Operation Dragoon die Landungsflotte an der französischen Südküste. Noch im August verlegte der Zerstörer in die Adria, um mit anderen Zerstörern und Kanonenbooten den alliierten Vormarsch von See zu unterstützen. Ab September erfolgten vorrangig Einsätze gegen deutsche Truppen im Gebiet um Rimini.
Im Oktober verlegte die Kimberley dann in die Ägäis, um die Besetzung des griechischen Festlands zu unterstützen und die Evakuierung deutscher Truppen in isolierten Positionen zu verhindern. Am 28. Oktober geleitete sie das von einem britischen U-Boot aufgebrachte (früher italienische) Lazarettschiff Gradisca (13.870 BRT) nach Chios.
Am 12. November beschoss die Kimberley deutsche Batterien auf Alimia nahe Rhodos und zerstörte am 14. zwei Landungsprähme.
Am 1. Mai 1945 machte die Kimberley mit den Geleitzerstörern Catterick und Kriti (ex Hursley) der Hunt-Klasse noch einen Vorstoß gegen Rhodos.

### Das Ende derKimberley
Am 8. Mai nahm die Kimberley vor Rhodos den deutschen Kommandeur der im Dodekanes verbliebenen deutschen Truppen, Generalmajor Otto Wagener, an Bord, um ihn zur Kapitulationsunterzeichnung in das britische Hauptquartier zu bringen. Ende des Monats verlegte der Zerstörer mit über 100 ausgesuchten Kriegsgefangenen nach Alexandria. Bis zum Ende des Jahres verblieb der Zerstörer im Mittelmeer. Im Januar 1946 wurde er in Dartmouth außer Dienst gestellt und der Reserve zugeordnet.
1948 ausgesondert, erfolgte der Abbruch der Kimberley ab Juni 1949 in Troon.

### Bewaffnung
Die Bewaffnung bestand aus sechs 120-mm-Kanonen in Doppellafetten Mk.XII zum Einsatz gegen See- und Luftziele (zwei Türme vor der Brücke, der hintere in überhöhter Position; eine weitere Doppellafette auf einer Plattform hinten). Als Flakbewaffnung besaß der Zerstörer ein 2-Pfünder-Vierlingsgeschütz Mk.VIII auf einer Plattform hinter dem Schornstein sowie zwei Vierfach-0,5-inch-(12,7-mm)-Fla-MGs. Zehn Torpedorohre in zwei Sätzen von je fünf Rohren und 20 Wasserbomben komplettierten die Bewaffnung.
Die schlechte Verteidigungsfähigkeit der Klasse gegen Luftangriffe führte ab 1940 zum Austausch des hinteren Torpedorohr-Satzes gegen eine 102-mm-Mk.V-Flak. Später wurden auch die Vickers-FlaMGs durch vier einzelne Oerlikon-Maschinenkanonen ersetzt.

1942/43 wurde die Bewaffnung der Kimberley weiter verbessert. da inzwischen viele Einheiten mit einer verbesserten Flugabwehrbewaffnung vorhanden waren, wurde die 102-mm-Flak wieder entfernt und der zweite Torpedorohrsatz wieder installiert. Zwei der einzelnen Oerlikons wurden durch zwei 20-mm-Zwillingskanonen ersetzt. Dazu kamen jetzt 45 Wasserbomben mit der doppelten Anzahl an Abwurfgeräten.